# Ruta Provincial 25 (Santa Cruz)
La Ruta Provincial 25 es una carretera de Argentina en la provincia de Santa Cruz. Su recorrido total es de 209 km completamente de ripio excepto el tramo de San Julián. Tiene como extremo este a la Ruta Nacional 3 en el km 2252 en el acceso a la ciudad de Puerto San Julián y al oeste la Ruta Nacional 40 en su km 955.
Es la vía más transitada para acceder a la ciudad de Gobernador Gregores desde la Ruta Nacional 3.